# 248. strelska divizija (ZSSR)
248. strelska divizija (izvirno rusko 248. стрелковая дивизия; kratica 248. SD) je bila strelska divizija Rdeče armade v času druge svetovne vojne.

## Zgodovina
Divizija je bila ustanovljena julija 1941 in bila uničena oktobra istega leta. Maja 1942 je bila ponovno ustanovljena v Astrahanu in bila uničena še isti mesec. Tretjič je bila ustanovljena julija 1942, ponovno v Astrahanu. 